# Eugeniusz Ajnenkiel
Eugeniusz Ajnenkiel, ps. Ela, Lemiesz, Eug. Wnuk (ur. 1 kwietnia 1900 w Łodzi, zm. 7 stycznia 1981 tamże) – polski historyk, działacz partyjny i samorządowy, poseł do Krajowej Rady Narodowej, na Sejm Ustawodawczy oraz na Sejm PRL II i III kadencji, wiceprezydent Łodzi (od marca 1945 do lutego 1948), popularyzator dziejów Łodzi, dokumentalista.

## Życiorys
Był synem Stanisława, szewca, uczestnika rewolucji w latach 1905–1907. Jego starszym bratem był Alfred, działacz Polskiej Partii Socjalistycznej. W 1911 ukończył czteroklasową szkołę Polskiej Macierzy Szkolnej i podjął pracę jako pomocnik murarski; uzupełniał naukę metodą samokształcenia, potem także na wykładach Uniwersytetu Ludowego im. Tadeusza Kościuszki i kursach Towarzystwa Oświatowego „Naprzód”. W 1914 zgłosił się ochotniczo do Legionów Polskich, ale jako małoletni nie został przyjęty. Zaangażował się natomiast w działalność w Polskiej Partii Socjalistycznej, wprowadzony w listopadzie 1915 przez brata Alfreda; zajmował się m.in. kolportażem druków, na polecenie partii wstąpił do Polskiej Organizacji Wojskowej, był korespondentem warszawskiego tygodnika PPS „Jedność Robotnicza”, organizował Związek Pracowników Fryzjerskich.
W listopadzie 1918 uczestniczył w akcji rozbrajania wojsk niemieckich w Łodzi. Był w 1918 delegatem na XV Zjazd PPS w Warszawie, potem także na XIX i XXII Kongres; zasiadał w Łódzkim Okręgowym Komitecie Robotniczym (1917, 1923–1931, m.in. jako sekretarz). Redagował organ Łódzkiego Okręgowego Komitetu Robotniczego „Łodzianin” oraz jego terenową mutację „Sztandar Pracy”. Działał również w radzie Kasy Chorych, Związku Pracowników Komunalnych i Instytucji Użyteczności Publicznej (wiceprzewodniczący), Okręgowej Komisji Związków Zawodowych w Łodzi, Towarzystwie Uniwersytetu Robotniczego, Lidze Obrony Praw Człowieka i Obywatela, spółdzielczości (wiceprezes Rady Nadzorczej Robotniczej Spółdzielni Mieszkaniowej „Lokator”, wiceprzewodniczący Rady Nadzorczej Banku „Społem” w Łodzi).
W pracy zawodowej był początkowo urzędnikiem skarbowym (po ukończeniu kursu Polskiej Straży Skarbowej w 1919), od czerwca 1923 pracował w Zarządzie Miejskim w Łodzi (do wybuchu II wojny światowej), m.in. jako sekretarz Prezydium Magistratu i redaktor „Dziennika Zarządu m. Łodzi”. Od listopada 1938 pełnił funkcję kustosza ds. organizacji Muzeum Walk Niepodległościowych im. Józefa Piłsudskiego.
We wrześniu 1939 współkierował obroną przeciwlotniczą Łodzi; 6 września opuścił miasto, ale powrócił po miesiącu i włączył się w struktury ruchu oporu. W grudniu 1939 został aresztowany, a w styczniu 1940 wysiedlony do Krakowa, gdzie przeżył okupację niemiecką, pracując w Krakowskiej Miejskiej Kolei Elektrycznej oraz działając w Polskiej Partii Socjalistycznej – Wolność, Równość, Niepodległość. Ponownie działał w PPS po wojnie; w lutym 1945 został kierownikiem Wydziału Propagandy Wojewódzkiego Komitetu PPS w Łodzi, a miesiąc później wiceprezydentem Łodzi. W maju 1945 znalazł się w składzie Rady Naczelnej PPS (ponownie wybierany na XXVI i XXVIII Kongresie partii, odpowiednio w 1945 i 1947). Od 3 maja 1945 pełnił mandat poselski w Krajowej Radzie Narodowej (pracował w Komisji Organizacyjno-Samorządowej oraz w Komisji Wyznaniowej i Narodowościowej), w 1947 uzyskał mandat posła na Sejm Ustawodawczy z listy Bloku Demokratycznego, należał do Komisji Odbudowy i w Komisji Skarbowo-Budżetowej.
W styczniu 1948 zgłosił na konferencji sprawozdawczo-wyborczej PPS zastrzeżenia wobec niektórych warunków zjednoczenia z Polską Partią Robotniczą; część jego kolegów partyjnych uznała go za przeciwnika zjednoczenia – w atmosferze oskarżeń ustąpił z Rady Naczelnej PPS oraz stanowiska wiceprezydenta Łodzi, a w październiku 1948 został wydalony z partii. Pozostawał posłem na Sejm, ale nie podejmował żadnej aktywności parlamentarnej.
Skoncentrował się na działalności spółdzielczej i społecznej, m.in. przyczynił się do reaktywowania spółdzielni „Lokator” i objął funkcję przewodniczącego jej Rady Nadzorczej (później Rady Spółdzielni); działał także w Towarzystwie Uniwersytetu Robotniczego. Pracował jako dyrektor Biura Dokumentacji Technicznej Remontów Budowlanych Przemysłu Lekkiego, wicedyrektor łódzkiej Izby Rzemieślniczej, inspektor techniczny w Przedsiębiorstwie Montażu Urządzeń Kopalń Rud w Łodzi.
W 1956 wstąpił do Polskiej Zjednoczonej Partii Robotniczej i powołano w skład Komitetu Łódzkiego. Od grudnia 1956 do listopada 1957 pełnił ponownie funkcję wiceprezydenta Łodzi (tj. wiceprzewodniczącego Miejskiej Rady Narodowej). W latach 1957–1965 przez dwie kadencje pełnił mandat posła na Sejm PRL, uczestniczył w pracach Komisji Kultury i Sztuki oraz Komisji Planu Gospodarczego (zastępca przewodniczącego 1957–1961). Był również radnym Miejskiej Rady Narodowej w Łodzi (1957–1973, cztery kadencje) oraz przewodniczącym kilku komisji tej Rady (Oświaty i Nauki, Kultury i Sztuki oraz Budżetu i Planu Gospodarczego). Od czerwca 1965 pozostawał na rencie dla zasłużonych. Działał w Towarzystwie Przyjaciół Łodzi (w 1957 współzałożyciel, w latach 1959–1967 przewodniczący zarządu) i Towarzystwie Przyjaciół Dzieci (przewodniczący Oddziału Łódzkiego, członek Zarządu Głównego).
Był znanym historykiem ruchu robotniczego. Z ramienia Komitetu Łódzkiego PZPR organizował Muzeum Historii Ruchu Rewolucyjnego w Łodzi (1958–1960), później przewodniczył Radzie Naukowej tego muzeum; wchodził również w skład Rady Naukowej Zakładu Historii Partii przy Komitecie Centralnym PZPR (1957–1963) oraz Muzeum Włókiennictwa w Łodzi (1959–1965), był członkiem Komisji Historii Ruchu Zawodowego przy Centralnej Radzie Związków Zawodowych.
Ogłosił około 250 publikacji dotyczących historii ruchu socjalistycznego i kultury robotniczej, m.in. Bojowcy PPS. Brawurowi. Bohaterscy. Niezłomni. W 25 rocznicę czynu bojowego o sprawę robotniczą i niepodległość Polski (1929), Śpiewnik robotniczy PPS (1945), Czerwona lutnia. Pieśni robotnicze (1964), autor haseł w Słowniku biograficznym działaczy polskiego ruchu robotniczego. Od 1931 należał do Oddziału Łódzkiego Polskiego Towarzystwa Historycznego.
W 1964 został laureatem Nagrody Miasta Łodzi „w dziedzinie upowszechnienia kultury”; był odznaczony m.in. Medalem Niepodległości (1935), Krzyżem Oficerskim Orderu Odrodzenia Polski (1957), Złotym Krzyżem Zasługi (1946), Medalem 10-lecia Polski Ludowej (1955) i Orderem Sztandaru Pracy I klasy (1980).
Pochowany na cmentarzu Doły w Łodzi.